# ロベール3世 (ドルー伯)
ロベール3世（フランス語：Robert III, 1185年 - 1234年3月3日）は、ドルー伯およびブレーヌ伯（在位：1218年 - 1234年）。ドルー伯ロベール2世とヨランド・ド・クシーの息子。若い頃、狩猟中に小麦畑を破壊したため、Gasteblé（小麦を無駄にする人、の意）と呼ばれた。

## 生涯
弟のブルターニュ公ピエール1世とともに、1212年にナントで後のフランス王ルイ8世と戦い、戦闘中に捕らえられた。ブーヴィーヌの戦いの後、ソールズベリー伯ウィリアム・ロンゲペーと人質交換となり、1226年にアルビジョア十字軍に参加し、アヴィニョンを包囲した。1226年のルイ8世の死後、王妃ブランシュ・ド・カスティーユの摂政時代にはブランシュの支持者であった。

## 結婚と子女
1210年にアエノール・ド・サン＝ヴァレリ（1192年 - 1250年11月15日）と結婚し、以下の子女が生まれた。
- ヨランド（1212年 - 1248年） - ブルゴーニュ公ユーグ4世と結婚[3]
- ジャン1世（1215年 - 1249年） - ドルー伯[3]
- ロベール（1217年 - 1264年） - シャトーダン子爵[4]
- ピエール（1220年 - 1250年） - 聖職者